# Finlands migrationshistoria
| Finlands migrationshistoria |
| --- |
| Hällmålningarna i Astuvansalmi i Savolax är upp till 5 000 år gamla. - Betydelse – In- och utvandring till och från Finland - Bakgrund – sedan 8 000 f.Kr. - Invandringsvägar – från Sverige sedan medeltiden, från Ryssland - Utvandringsvägar – till svenska finnmarker, Ryssland, Nordamerika, till Sverige under 1900-talet |

Finlands migrationshistoria handlar om invandring till och utvandring från Finland genom dess historia. Den inkluderar invandring från Sverige, utvandring till gruv- och skogsbygder i Sverige och emigration till Nordamerika.

## Invandring
Finland har befolkats i olika invandringsvågor. Under istiden låg landet under ett tjockt lager inlandsis, men när isen smälte undan flyttade både växter och djur successivit in i området. De första spåren av mänsklig närvaro i det som idag är Finland dateras från cirka 8 000 f.Kr.
Sedan medeltiden har invandringen till Finland bland annat kommit från Sverige (se även De svenska korstågen) och Ryssland. År 2012 hade Finland 70 000 invånare med ryska som modersmål.

## Utvandring
Under de nästan tvåhundra åren av finländsk autonomi och självständighet har omkring 160 000 personer lämnat landet i österled, över 400 000 begett sig till Nordamerika, omkring 20 000 till södra halvklotet och mer än 400 000 till Sverige, det vill säga inalles nära en miljon människor. Av dem har dock uppskattningsvis 20-25 procent återinvandrat. Inemot 800 000 har alltså stannat utomlands.
Om emigrationen inte hade varit så omfattande och om emigranternas efterkommande blivit födda i Finland, hade landets befolkningssiffra i detta nu antagligen varit nära sex miljoner.

### Tidig utvandring

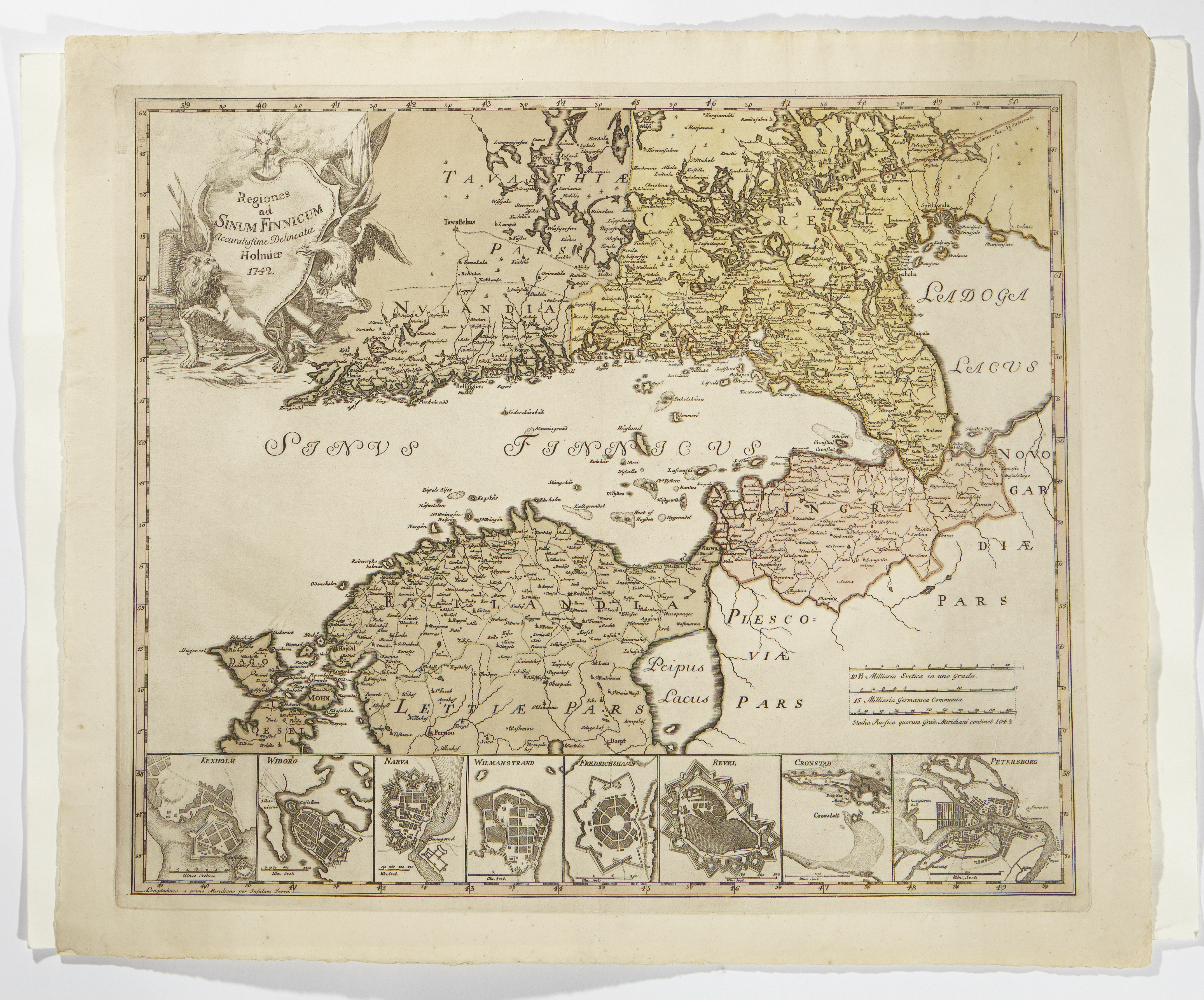
I samband med Sveriges expansion österut på 1500- och 1600-talet skedde en ökad utvandring från Finland. Karta från 1742.

Redan i början av 1500-talet begav sig finländare på vinterarbete till svenska gruvtrakter, och på 1580-talet började en invandring från Savolax och norra Tavastland till Mellansverige, främst Värmland. Detta var visserligen en inrikes flyttningsrörelse, eftersom Sverige och Finland var politiskt förenade. Den beräknas ha fört 12 000-13 000 finnar till svenska skogstrakter (finnmarker). I Västerbotten finns fortfarande en finsk bosättning, som har mycket gamla rötter och som fortlöpande har fått nytt blod över gränsen från Finland. Ett tredje område i Skandinavien där finska invandrare har spelat en betydande roll som nybyggare och nyröjare är Kväner i Nordnorge eller Finnmarken. Här var inflyttningen som störst efter mitten av 1800-talet. 

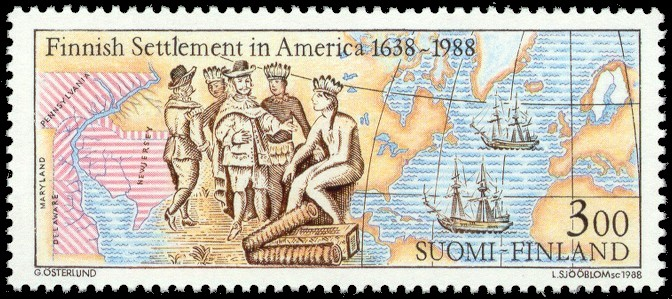
Frimärke utgivet i samband med 350-årsfirandet av de första finländska utvandrarna till Nya världen.

De finska invandrarna till Sverige och Norge lämnade sitt hemland i hopp om bättre materiella villkor, men i slutet av 1600-talet förekom en emigration från Finland också av religiösa orsaker. Vid freden i Stolbova 1617 erhöll Sverige det dåvarande Kexholms län, vars grekisk-ortodoxa befolkning man började försöka omvända till den lutherska läran. Av denna orsak flyttade efterhand en del invånare över ryska gränsen, närmast till guvernementen Tver och Novgorod. Avkomlingarna till dessa tverska karelare beräknas alltjämt i dag uppgå till cirka 130 000; allas förfäder härstammar dock inte från Finland. 
Efter det att Finland 1809 blivit ryskt storfurstendöme blev flyttningen österut åter livligare. Denna emigration gällde huvudsakligen S:t Petersburg, men förknippades med en flyttningsrörelse till Ingermanland, särskilt från Karelska näset och Savolax. År 1917, vid slutet av tsartiden, fanns det 118 268 personer av finsk stam i de ingermanländska församlingarna, av dem nära 100 000 nyinflyttade (Ingermanland). 
Fram till 1900 beräknas cirka 30 000 finländare ha bosatt sig i övriga delar av Ryssland. Då Sibirien koloniserades på 1700-talet begav sig en del av befolkningen över till Alaska, däribland även till Sibirien inflyttade finländare. En speciell form av emigration till Sibirien var de deportationer av straffångar som ägde rum på 1800-talet Även i Manchuriet upprättades en finländsk koloni. I Alaskaemigrationen deltog finländare huvudsakligen under början av 1800-talet för att bedriva valfångst och pälsjakt. Antalet Alaskafinländare var störst på 1860-talet men det översteg aldrig 500.

### Sverige

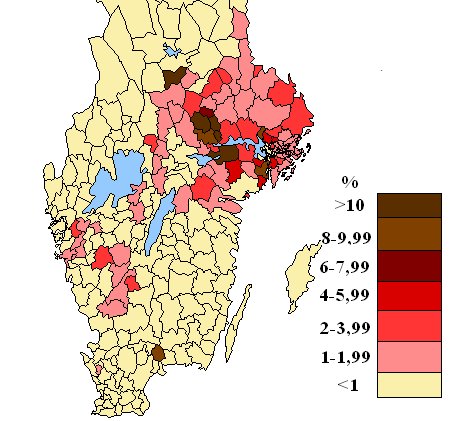
Andelen finsktalande i olika svenska kommuner, anno 2005.

Under 1800- och 1900-talet ända fram till andra världskriget hade finländare i rätt begränsad utsträckning flyttat till Sverige. Vid tiden för andra världskriget bodde där endast 3 300 finska medborgare. Därefter började den ekonomiska högkonjunkturen, välståndet och de sociala förmånerna i Sverige dra till sig särskilt kroppsarbetare i tyngre yrke. Sålunda bodde 1950 26 900 finländare i Sverige, och 1960 nära 75 000. Toppåret inom denna nya flyttningsrörelse inföll 1970, då 41 479 finländare invandrade till Sverige. Totalt har cirka 550 000 personer från Finland flyttat dit efter andra världskriget. Finnarna utgör den största och finlandssvenskarna den näststörsta invandrargruppen i Sverige (Finlandssvenskarnas riksförbund i Sverige, sverigefinnar). 
1950-talets sverigeemigration utgick från olika trakter av Finland, men var åter livligast från Österbotten, särskilt från svenskbygderna vid kusten. I Nordfinland och i Kajanaland uppstod helt folktomma trakter genom sverigeemigrationen i slutet av 1960-talet Senare var befolkningsförlusterna territoriellt sett störst i södra Finland. På samma gång har en förändring skett i emigranternas yrkesstruktur: det är ofta högre utbildat folk, till exempel sjuksköterskor, som flyttar till Sverige än tidigare. Denna högre utbildningsnivå hos emigranterna innebär en ökad nationalekonomisk förlust för Finland. 
Finländarna har slagit sig ner framför allt i västra och södra Sveriges industriområden, men en betydande finländsk bosättning förekommer också i Mellan- och Nordsverige. Männen har till stor del arbetat i metallindustrin och gruvorna, kvinnorna i textilfabrikerna. 
Församlings-, organisations- och föreningsverksamheten är livlig bland finländarna i Sverige. 1957 grundades centralförbundet för sverigefinska föreningar, Ruotsinsuomalaisseurojen keskusliitto, som har inemot 200 medlemsföreningar. De upprätthåller dessutom en omfattande informationsverksamhet via press, radio och TV. 
För närvarande håller sverigefinländarna på att slå rot i det svenska samhället. Det beror sannolikt, vid sidan av svenska statliga åtgärder (bland annat har beviljandet av kommunal rösträtt varit betydelsefullt), främst på invandrarnas spontana aktivitet särskilt inom den kulturella sektorn. Idag (2002) bor omkring 200 000 första generationens invandrare i  000 finlandssvenskar. Antalet finska medborgare uppgår till omkring 100 000.

### Emigrationen till Nordamerika

#### Förenta staterna

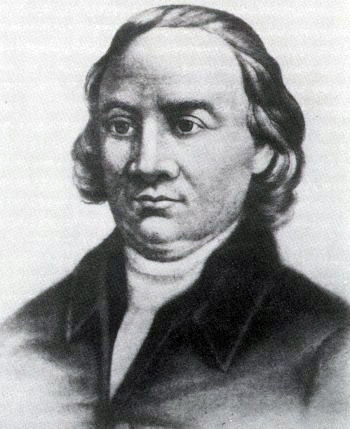
John Morton, undertecknare av USA:s självständighetsförklaring och ättling till finländska invandrare till Nya Sverige.

Den mest betydande av alla emigrationsrörelser från Finland ägde emellertid rum över Atlanten till Nordamerika under perioden 1865-1930. Då bosatte sig omkring 350 000 finländare i Förenta staterna och Kanada (amerikafinländare). Rötterna till den finländska amerikaemigrationen går tillbaka till 1638. Åren 1638-1655 ägde Sverige en koloni i Delaware, och jämte svenska invandrare flyttade cirka 500 finnar dit, huvudsakligen från Värmlands finnmarker, men till någon del också från Finland. De finländska kolonisterna och deras barn smälte småningom in i den lokala befolkningen. Mest känd bland deras efterkommande är John Morton, en av undertecknarna av Förenta staternas självständighetsförklaring. 
Nästa skede i amerikaemigrationen kom på 1800-talet, då finländska sjömän stannade i land i amerikanska hamnar, i synnerhet efter guldfynden i Kalifornien 1848. Under senare delen av 1860-talet besöktes Nordnorge och norra Finland av arbetskraftsvärvare från ett koppargruvbolag i staten Michigan. Tillsammans med norrmän sökte sig finska fiskare och gruvarbetare särskilt till trakten av de stora sjöarna i norra USA. Budet om det avlägsna "guldlandet" i väster nådde Finland under nödåren 1867–68, som i all synnerhet drabbade Österbotten. Då därtill näringslivet började förändra struktur så att alla medlemmar av en familj inte längre kunde få sin utkomst, blev det ett ofrånkomligt tvång för yngre syskon att lämna hemmet. 

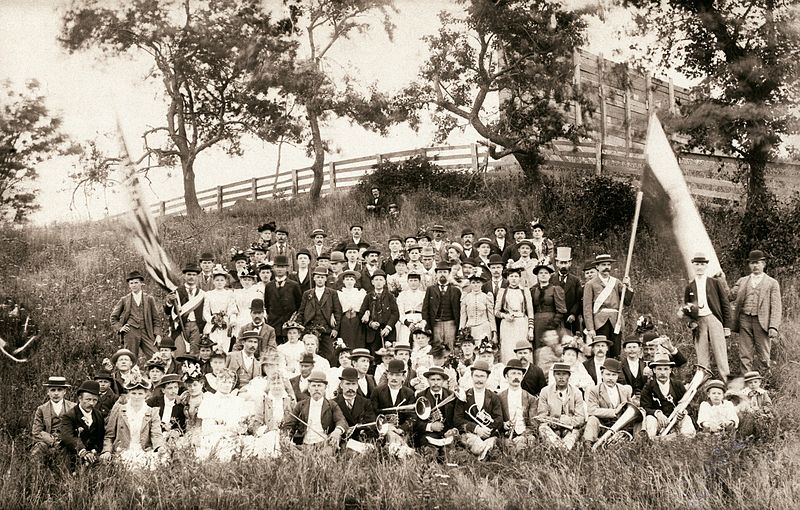
Foto från sommarfestival 1894 (i Fort Hamilton i Brooklyn) arrangerad av Imatra Society, en organisation etablerad av finländska invandrare i USA.

Flyttningsrörelsens toppår inföll i början av 1900-talet med kulmen år 1902, då emigranterna enligt passförteckningarna utgjorde 23 152 personer. De flesta kom från Vasa län, och Österbotten blev den traditionella huvudkällan för den finländska emigrationen. De viktigaste destinationsorterna låg i norra USA, i staterna kring de stora sjöarna: Michigan, Minnesota, Ohio och Wisconsin, men finländarna spridde sig över hela landet ända bort till Colorado och Kalifornien. Emigranterna kom till största delen från landsbygden; 65-70 procent av dem hörde till jordbrukarbefolkningen. 60 procent var män, och den vanliga åldern var 20-25 år. Finländarna, som inte var språkkunniga, fick också i det nya landet försörja sig med den allra tyngsta sortens arbeten, i gruvor, skogar eller hamnar, eller som nybyggare i orörda ödemarker. Den främmande miljön, det främmande språket och de främmande sederna drev dem att söka sällskap av varandra. På så sätt kom fritids- och organisationsverksamheten att bli livlig. I början av 1900-talet skall det ha funnits över tusen finländska emigrantföreningar. Bland amerikafinländarnas bildningssträvanden kan ytterligare nämnas deras rikhaltiga och mångsidiga tidningsutgivning och förlagsverksamhet. I New York utkom fram till 2014 den drygt hundraåriga finlandssvenska emigranttidningen Norden.
De finländska immigranterna i USA börjar efterhand tillhöra historien. År 1920 var antalet finlandsfödda immigranter som störst (nära 150 000). År 1921 började USA begränsa inflyttningen. Enligt den kvot som tilldelades Finland kunde endast cirka 600 personer årligen emigrera till Förenta staterna. Efter andra världskriget förlorade emigrationen till USA i betydelse. Mellan åren 1945 och 1997 emigrerade sammanlagt 17 000 personer dit. Många finländare har bosatt sig i trakten av Lake Worth och Lantana i Florida. En del av dessa inflyttare var i arbetsför ålder och kom från Finland eller från andra delar av Nordamerika, medan andra var pensionärer, finländare eller amerikafinländare. Enligt folkräkningen år 2000 uppgav 800 000 människor finländskt påbrå, men den riktiga siffran torde vara avsevärt högre, eftersom alla inte är medvetna om sin etniska bakgrund.

#### Kanada

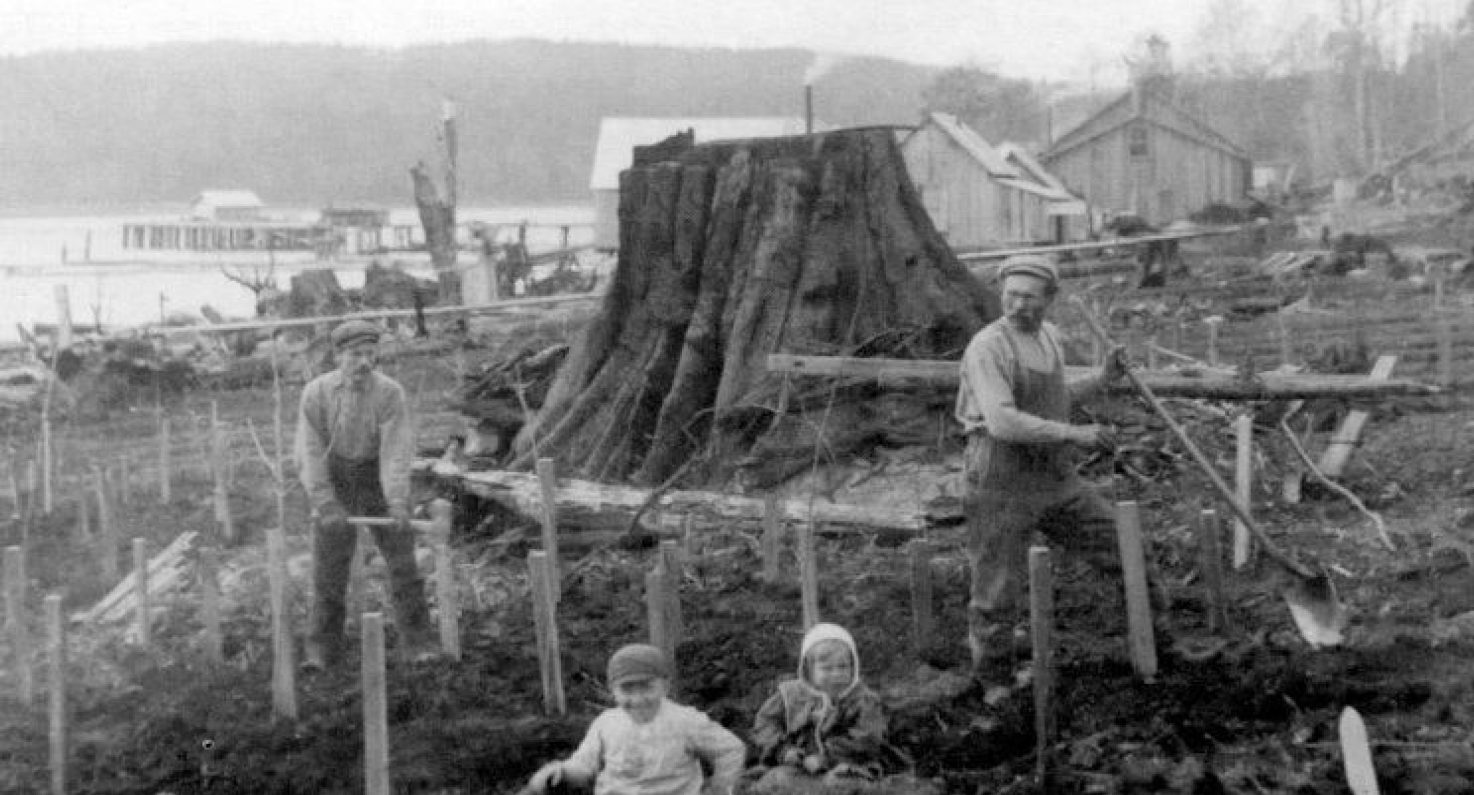
Den socialistiske och utopistiske aktivisten Matti Kurikka grundade flera finska kolonier i olika världsdelar. Foto: British Columbia, 1904.

Av den stora amerikaemigrationen under de båda första decennierna av 1900-talet gick uppskattningsvis 10 procent direkt till Kanada. På 1920-talet, efter att USA hade begränsat sin immigration, emigrerade 35 616 personer till Kanada, där 21 494 finländare redan bodde. Under de båda följande decennierna var emigranterna 1 600; dock emigrerade ingen under de fyra krigsåren 1942-45. Därefter tilltog invandringen småningom, och fram till 1977 valde drygt 26 000 finländare att emigrera till Kanada. Antalet kanadensare med finländskt påbrå ligger idag (2002) nära 250 000. 
Största delen av dem (cirka 60 procent) har varit fast bosatt i provinsen Ontario, närmast på grund av goda arbetsmöjligheter inom industrin, i gruvorna och i skogsarbeten. Näst störst är den finländska inflyttningen i British Columbia. Allmänt taget torde finländarnas geografiska spridning vara större i Kanada än i USA. Kanadafinländarna har för det mesta lyckats i att anpassa sig på den kanadensiska arbetsmarknaden. De immigranter som bott en längre tid i landet har genom hårt arbete kunnat hävda sig gott yrkesmässigt och socialt. Kanada har aldrig infört någon bestående immigrantbegränsning. Detta återspeglas bland annat i kanadafinländarnas fritids- och föreningsliv, som genom ständig tillförsel av nytt blod från Finland har hållit sig livaktigt och mångsidigt en längre tid. Föreningslänken har varit en finskspråkig tidningspress, och 1971 grundades samarbetsorganet Kanadan suomalainen kulttuuriliitto (K:s finska kulturförbund). Dess 28 föreningar, församlingar och andra sammanslutningar har givit kanadafinländska organisationer bättre kontakt med varandra. 

### Australien och Nya Zeeland
De första finländarna i Australien var sjöfolk, som från och med mitten av 1800-talet tog arbete i australiska hamnar eller i kustsjöfarten. Ett antal finländare prövade lyckan också på guldfälten i Victoria och New South Wales vid samma tid. Somliga skaffade sig jord och odlade sockerrör, spannmål, äpplen med mera. Vid sekelskiftet 1900 begagnade sig ett par hundra finländare av staten Queenslands erbjudande om gratis resa från London till Queensland, bland annat en grupp anhängare till Matti Kurikka, som under hans ledning reste för att grunda ett socialistiskt-utopistiskt samhälle. (Kurikka grundade en koloni även vid kanadensiska västkusten, Sointula). Andra liknande mer eller mindre utopistiska kolonier uppstod i Sydamerika, till exempel i Misiones (Argentina, se nedan) och Penedo (Brasilien), bland annat för att de politiska förhållandena i hemlandet upplevdes som tryckande.
Härefter var emigrationen till Australien måttlig ända fram till första världskriget, som stärkte den. Efter det att USA begränsat invandringen på 1920-talet ställde cirka 1 000 finländare färden till Australien, ända tills depressionen på 1930-talet stängde dörren på nytt. 
Det senaste skedet av Australienemigrationen började under 1950-talet, då även finländare kunde få resebidrag av australiska staten. Sedan dess har över 20 000 finländare emigrerat dit; av dem har likväl var tredje flyttat hem igen eller någon annanstans. 1979 räknade den finländska befolkningen i Australien cirka 14 000 personer, varav 10 000 finlandsfödda, men numera (2002) finns det endast 8 000 (finlandsfödda) finländare där. Inkluderas familjer där den ena föräldern är finländare stiger talet till 17 000. På senare år har bara 50-60 finländare flyttat till Australien. 
Av de australiska delstaterna är det Queensland, New South Wales och Victoria som har de flesta finländska immigranterna; de har i främsta rummet bosatt sig i storstäderna, men senare också på sådana ställen som Gold Coast nära Brisbane. Av de äldre invandrarna blev flertalet farmare, gruvarbetare, byggnadsarbetare eller timmermän. Från och med 1950-talet är många yrkesutbildade arbetare inom metallindustrin och andra industrier. 
Även i Australien har finländarna bevarat sina egna nationella fritidssträvanden. På de viktigaste orterna finns finska församlingar och Finland-Samfundet-föreningar, vilka särskilt lägger an på bildnings- och idrottsverksamhet. En förenande faktor är årligen återkommande Finlandsdagar och tidningen Suomi-lehti, som utges i Melbourne. I Brisbane utkommer Finlandia News. 
De första finländarna i Nya Zeeland var kvarstannade sjömän, alldeles som fallet var på 1800-talet i USA och även i Australien. Flera än 200-300 har finländarna aldrig varit. De viktigaste finländska bosättningsorterna är – vid sidan av Auckland – Tokoroa och Kawerau, där arbetare från Finland har flyttat in sedan 1953 till träförädlingsfabriker, som byggts på finländskt initiativ.

### Övrig emigration till Södra halvklotet
Även i Afrika och Sydamerika var de första finländarna sjöfolk. Afrika förefaller att ha dykt upp som emigrationsmål först mot slutet av 1800-talet.

#### Afrika
Kring sekelskiftet 1900 begav sig en del finländare särskilt till Kongobäckenet för att bemanna flodbåtar (den så kallade maskinistemigrationen). Under boerkriget kämpade en grupp finländare i boernas led i Sydafrika, men finländare fanns också på den engelska sidan. Efter andra världskriget utvandrade cirka 500 finländare till Sydafrika. För det mesta var det folk med yrkesutbildning av mångahanda slag. Sedan 1953 verkar Etelä-Afrikan suomalainen seura (Finländska föreningen i Sydafrika) i Johannesburg och Pretoria som gemensamt finländskt kontaktorgan. Idag (2002) bor det cirka tvåtusen finländare i landet, av vilka många arbetar för FN eller andra internationella organisationer eller för den finländska biståndspolitiken.

#### Sydamerika
Inalles har ett tiotal "kolonier" uppstått i Latinamerika, omfattande ett par tusen finländare, stadsbor inräknade. För närvarande (2002) finns det cirka 4 000 finländare där, av vilka mindre än en fjärdedel är finska medborgare. Med undantag för affärsrepresentanter för pappers- och metallindustrin har finländarna främst arbetat inom serviceyrke. Gemensamma strävanden saknas så gott som helt, och andra generationens immigranter har ofta förlorat kontakten med föräldrarnas forna hemland, dess språk och kultur. 
Argentina
I olika länder i Sydamerika hade en del finländare hamnat redan på 1800-talet, men en egentlig emigration började först omkring 1900, dels direkt från Finland, dels från Nordamerika. År 1906 reste 133 personer, de flesta svenskspråkiga akademiker ur medelklassen i Helsingfors till Argentina för att grunda ett slags idealsamhälle i Bonpland under ledning av botanisten och folklivsforskaren Arthur Thesleff. Den argentinska regeringen hade låtit mäta upp en rad jordlotter destinerade åt finsk emigration. Detta företag, Colonia Finlandesa, det första i sitt slag i Latinamerika, misslyckades likväl då emigranterna egentligen inte hade något intresse för jordbruk och de flesta flyttade tillbaka till Finland eller vidare till andra länder. Bonpland är olämpligt för jordbruk. En stig kallad Picada Finlandesa (Finska stigen) löpte utefter jordlotterna cirka 40 km ner till ett bördigare område kallat Yerbal Viejo (Gamla teskogen) och huvuddelen av kvarvarande finländare flyttade successivt ner dit och bildade tillsammans med svenskar det som blev grunden till dagens Oberá. 

### Finländska emigranter i andra länder
Utöver de huvudsakliga emigrationsmål som blivit nämnda i det föregående finns det talrika andra länder världen runt där finländare bosatt sig. I Danmark ligger antalet i Finland födda invandrare vid drygt 2 000 och i Norge vid knappa 4 000. I Tyskland bor 19 000 finländare, av vilka en stor del är kvinnor gifta med tyskar, i Storbritannien cirka 5 000. I Nederländerna finns cirka 1 400, i Belgien drygt 1 800, i Frankrike omkring 1 600, i Schweiz uppskattningsvis 4 000 och i Österrike drygt 1 000 finländare. I Spanien bor 3 100 finländare, huvudsakligen pensionärer. I Grekland vistas cirka 1 000 finska medborgare.